# Al·lucinació d'ulls tancats
Les al·lucinacions d'ulls tancats (AUT) són al·lucinacions que es produeixen quan hom té els ulls tancats o quan es troba en una habitació fosca. Poden ser una forma de fosfè. Algunes persones refereixen AUT sota la influència dels psicodèlics; que aquestes són de naturalesa diferent a les al·lucinacions "amb els ulls oberts" dels mateixos compostos. Unes al·lucinacions similars que es produeixen a causa de la pèrdua de visió s'anomenen al·lucinacions d'alliberament visual.